# Hetalia: Axis Powers
Hetalia: Axis Powers (яп. ヘタリア Axis Powers) — японський вебкомікс під авторством Хідекадзу Хімаруї (яп. 日丸屋秀和, Himaruya Hidekazu), що пізніше було адаптовано в манґу та аніме. Серія є алегоричною інтерпретацією політичних та історичних подій, спочатку переважно Другої Світової війни, у яких різні країни репрезентуються у вигляді людей, які наділено стереотипними рисами. Головні дійові особи — Держави Осі (Третій Рейх, Японська імперія та Королівство Італія), а також союзники — Сполучені Штати Америки, Велика Британія, Франція, СРСР та Китай. «Хеталія» (яп. ヘタリア) — неологізм, що об′єднує слова хетаре (яп. へタレ, «марний») та Італія (яп. イタリア).
Історичні, політичні і військові події показані в Хеталії як соціальні та романтичні взаємини між персонажами; у вебкоміксі в основному показані військові та економічні конфлікти.

## Хеталія та історія: взаємодія персоніфікованих країн та реальних людей
У манзі персонажі взаємодіють не тільки між собою, але й зі звичайними людьми та історичними постатями своїх країн (наприклад, Франція — з реінкарнацією Жанни д'Арк, Пруссія — зі Старим Фрітцем, Польща — з королевою Ядвіґою I). До своїх «правителів» вони можуть ставитися критично (Німеччина до Гітлера), але ті, в свою чергу, можуть їм щось забороняти (Україні після Помаранчевої революції було заборонено спілкуватися з братом) або наказувати (у двох неопублікованих коміксах показується те, що Російській імперії було наказано стріляти в своїх людей в історії про Криваву неділю та, за наказом Сталіна, будувати Біломорсько-Балтійський канал).
У нотатках до запланованої історії про молодого Францію та Жанну д'Арк (яка пізніше з'явилася у четвертому томі під назвою «A bientot! Поки ми не зустрінемося знову») Хімаруя зазначив, що деякий час розмірковував над тим, чи повинні у Хеталії з'являтися реальні люди, в результаті вирішив обмежитися посиланнями на «правителів», а Жанну назвав «та дівчина». Він також зазначив, що Франція забув про її існування, але пригадав через Наполеона.

Водночас у бонусному стріпі «Хто ти?» Франція вітає на вулиці кількох містян, після чого за ним біжить хлопець, дід якого бачив Францію під час Кримської війни, та запитує Францію, хто він є та чому він не старіє. Франція запитує у хлопця, чому той не може впізнати свою власну країну, називає себе звичайним французом, який любить красиві речі, та пропонує обговорити це все пізніше.

## Дійові особи
З самого початку більшість дійових осіб вебкоміксу зображувалася чоловіками, манґака це пояснював тим, що йому легше малювати хлопців. Згодом почали з'являтися і жіночі персонажі (Угорщина, Сейшели, Ліхтенштейн, Білорусь, Україна, Бельгія, Монако, Тайвань, В'єтнам). Пізніше до основної персоніфікації країн Хімаруя почав додавати додаткову — протилежної статі, хоча ці версії поки що не з'явилися для всіх персонажів Хеталії.

### Держави Осі
- Італія (яп. イタリア,伊太利亜, Italia) — головний герой серії, доброзичливий та веселий хлопець. Йому подобається смачна їжа та симпатичні дівчата. Коли він був ще малим, то проводив багато часу з Францією, якого дотепер називає своїм старшим братом, але згодом Італія вирушив подорожувати зі своїм дідом, Римською імперією. Попри те, що пізніше Франція намагався встановити контроль над Італією, він ніколи не хотів поранити Італію, навіть коли вони були ворогами. Через те, що сталося з його дідом, Італія відмовився від спроб відтворити його військову могутність та стати новою Римською Імперією. У дитинстві Італія зображувався у вигляді Чибіталії (досл. «маленького Італії»), який в певні історичні періоди вдягав дівочу сукню та працював прибиральником у будинку Австрії та Угорщини. Священна Римська Імперія, як і інші країни, окрім Угорщини, спочатку вважав його дівчиною, тому одного разу поцілував його. Австрія згодом купив Чибіталії хлоп'яче вбрання. Протягом війни між Іспанією та Австрією в Італії була можливість об'єднатися зі своїм братом, який жив у домі Іспанії, але він втік до Австрії. Попри те, що дорослий Італія має неабиякий художній смак, з нього ніякий вояка — він одразу же показує ворогам білий прапор. Жіноча версія Італії відзначається значно більш бойовим характером. Італія часто покладається на Німеччину, щоб вирішити свої проблеми. Здається у полон, коли той відмовляє йому у допомозі. Його любов до пасти, піци та морозива-джелато відсилає до традиційної італійської кухні. Серед його хобі є не тільки приготування їжі, але і малювання, спів та сієста. Італія товаришує з Польщею, який підказав йому ідею про сидіння для німецької машини Кюбельваґен (нім. Kübelwagen). Його також дуже любить Пруссія, який одного разу запросив Італію на побачення. Італія репрезентує одночасно і всю Італію, і її північну частину, тому його повне ім'я звучить як «Італія (Венеціано)». Італія репрезентував Венеціанську республіку у стріпі, де він здобув перемогу над Османською імперією[4]. Його старший брат «Романо» репрезентує південну частину країни. Вони знали про існування одне одного, але мало спілкувалися у дитинстві. Після того, як Італія повернувся з подорожей з Римською Імперією, Романо разом із іншими дітлахами почав його дражнити. Вони знову розлучилися під час Італійських воєн, коли Італія потрапив у дім Австрії та Священною Римської імперії, тоді як Романо відправили до Іспанії. В японському аніме обох братів, Романо та Венеціано, було озвучено одним сейю — Даісуке Намікавою (Daisuke Namikawa), в той час як в англійському виданні їх озвучили різні актори. Малого Італію, або Чибіталію, було озвучено Акі Канадою (Aki Kanada).
- Німеччина (яп. ドイツ,独意志, Doitsu) — дуже працьовитий та серйозний персонаж, хороший солдат, його часто зображують у зеленій офіцерській уніформі з Лицарським хрестом Залізного хреста на комірі. Під час Першої Світової війни він знаходить Італію, який ховається в ящику з помідорами. Згодом вони стають союзниками і Німеччина бере на себе відповідальність за тренування Італії та Японії. Його зображують як цундере, він занадто покладається на інструкції, тож коли їх немає, він не завжди знає, як себе поводити. Поступово він починає сприймати Італію як свого друга. Одного разу він зауважує, що його керівник є «божевільним», що є відсилкою до історичної постаті Гітлера. Німеччина дуже чесний, він зізнається Римській імперії, а згодом і Австрії, про те, що він не дуже досвідчений у особистих стосунках. З алкогольних напоїв Німеччина п'є лише пиво, зазвичай разом зі своїм старшим братом Пруссією, який став жити разом з ним після того, як перестав бути державою. Його таємною пристрастю є випічка тортів та виготовлення солодощів. Він також любить читати та вигулювати своїх трьох собак, яких звуть Блекі, Берлітц та Астер. Останнім часом дуже активно займається охороною довкілля. Італія розповідає Англії, Америці та Франції, що Німеччина є таємним прихильником БДСМ. В аніме Німеччину було озвучено Хірокі Ясумотою (Hiroki Yasumoto).
- Японія (яп. ニホン,日本, Nihon) — таємничий та тихий, але дуже працьовитий персонаж. Хоча він виглядає молодшим за Італію та Німеччину, насправді він є старшим за них. В нього є проблема з тим, як пустити інших у свій приватний простір. На більшість питань від відповідає «ні». Улюблені фрази: «діяти належним чином» та «іншого разу». Рідко поводиться агресивно, але якщо його розлютити, він може і налякати своїм гнівом. Отримав культурний шок від зіткнення з Західним світом, водночас він часто намагається запозичити якісь риси в інших культур, наприклад, французької. Вміє відчувати настрої інших та часто утримується від висловлення власної думки. Має слабкість до 2D еротики, електронної культури та малих тварин. В аніме його було озвучено Хірокі Такагашою (Hiroki Takahashi).

### Союзники
До групи антигітлерівської коаліції, що з'явилася у першому томі манґи, переважно відносять п'ятьох персонажів — Америку, Англію, Францію, Китай та Росію, де «Америка» відсилає до США, «Англія» — до Великої Британії, Китай — до КНР, в той час як Росія — до СРСР. Зазвичай вони не можуть дійти до згоди та постійно сперечаються один з одним. Історично до цієї групи входить також і Канада, але інші країни постійно забувають про його існування.
- Америка (яп. アメリカ, Amerika), або США — наймолодший серед союзників, доброзичливий персонаж, який прагне стати «героєм» та постійно вигадує якісь парадоксальні проекти, ігноруючи думки інших країн. Він виховувався Англією, в серії було показано також його боротьбу за незалежність. Америка дуже схожий зі своїм братом Канадою, але як і інші країни, дуже часто його не помічає. Він проголосив себе лідером коаліції, але його ідеї дуже часто так і залишаються невтіленими. Він боїться привидів та іноді взаємодіє з дружньо налаштованим прибульцем на ім'я Тоні, що живе в нього вдома. Америку часто зображують з гамбургером у руці, він має звичку розмовляти з набитим ротом. Любить фаст-фуд, морозиво та дивні солодощі. Незважаючи на його поведінку, він турбується про своїх друзів та завжди допомагає іншим. Його завиток волосся на голові символізує острів Нантакет, а окуляри — Техас. В аніме його, як і Канаду, було озвучено сейю Катсуюкі Коніші (Katsuyuki Konishi). Дитячу версію Америки було озвучено Ай Івамурою (Ai Iwamura).
- Англія (яп. イギリス, Igirisu) — дратівливий та іронічний персонаж. Пірат у минулому, він зображується трохи цинічним та критично налаштованим джентльменом. Його характерними рисами є неспроможність куховарити їстівні страви, здатність бачити міфічні створіння — фейрі та єдинорогів (яких називають його «невидимими друзями») та проклинати своїх ворогів за допомогою магічних ритуалів. Англія постійно свариться з Францією, з яким вони є давніми історичними суперниками, та Америкою, яким він довгий час опікувався. Його зазвичай впізнають по дуже густих бровах. В англійському релізі аніме ім'я «Англія» було замінено на «Британію» на прохання японської студії, в той час як видавництво Tokyopop, яку опублікувало мангу англійською, називає його «Англією». В одному із стріпів він зазначає, що має старшого брата — Шотландію. Хімаруя підтвердив, що Англія репрезентує Сполучене Королівство та Англію, в той час як Шотландія, Північна Ірландія та Уельс є його братами або сестрами. Ще одним родичем Англії є Сіленд, мікронація, яку Англія сприймає як непорозуміння через його постійні спроби досягти свого визнання іншими країнами. Основні хобі Англії — куховарити, майструвати щось своїми руками та панк-рок. Дуже багато п'є. В аніме Англію озвучив сейю Норіакі Сугіяма (Noriaki Sugiyama).
- Франція (яп. フランス, Furansu) — елегантний та романтично налаштований персонаж, який вважає себе старшим братом Європи та відпустив бороду, щоб виглядати трохи старшим за інших. Водночас його дуже засмучує те, що його називають застарим, він впевнений, що і досі залишається юнаком. Попри те, що він є давнім суперником Англії, він часто дозволяє собі натяки сексуального характеру як в його бік, так і в бік інших країн. Франція пояснює свої військові невдачі протягом історії жартами Бога. Оскільки часи Наполеонівських війн давно минули, зараз він переважно відомий своїми мистецтвами та сільським господарством. Закоханий у прекрасне, він дуже пишається своєю культурою, тому відмовляється вивчати інші мови. Його специфічний сміх відсилає до відповідного стереотипу щодо французів. Іноді його зображують з трояндою у руці. В аніме його було озвучено Масаєю Оносакою (Masaya Onosaka).
- Росія (яп. ロシア, Roshia) — найвищий серед інших країн, простий та доброзичливий яндере-персонаж, який часом є жорстоким як дитина. У боротьбі проти ворожих армій йому зазвичай допомагає міфічний Генерал Мороз, але проти країн, звичних до холоду генерал є безсилим. В дитинстві Росія потрапив під контроль татаро-монголів, він страждає на психічний розлад через свою криваву історію. Інші нації його побоюються, особливо Латвія, Литва та Естонія. Іноді він переслідує Китай, перевдягаючись у костюм панди. В нього є дві сестри — старша, Україна, та молодша, Білорусь. Він стає похмурим та смутним, коли мова заходить про будь-яку з них, бо Україна покинула його, щоб спробувати подружитися з країнами Європейського Союзу, в той час як Білорусь намагається одружити його на собі, що відсилає до договору про створення Союзної держави Росії та Білорусі. Білорусь є єдиною країною, яку боїться Росія. Всім іншим він обіцяє, що колись вони всі «стануть одним з Росією». Мріє жити у теплих краях в оточенні полів соняшників. Вважає горілку своїм пальним. Його часто зображують з водопровідним краном у руці, він майже ніколи не знімає шалика, якого йому подарувала Україна, і називає його частиною свого тіла. За часів СРСР інші країни (Україна, Білорусь, Латвія, Литва та Естонія) жили в його домі. Польща не боїться Росії, можливо, через те, що є єдиною країною, що виграла війну проти нього та Генерала Зими. В аніме його було озвучено сейю Ясугіро Такатою (Yasuhiro Takato).
- Китай (яп. 中国, Chūgoku) — одна з найстарших країн, в серії його називають майже безсмертним та зазначено, що його вік більше чотирьох тисяч років. Китай вважають старшим братом східно-азіатські країни. Він не довіряє Росії, що є наслідком радянсько-китайського розколу, що стався під час війни. Китай є фанатом японського персонажу Hello Kitty та завершує свої фрази додаванням суфіксу — ару, що відображує японський стереотип щодо того, як говорять китайці. Після того, як Китай програв в Опіумних війнах, він став куховарити для Англії та Франції. Під час військового конфлікту з державами Осі у серії він протидіє Німеччині та Японії за допомогою китайської традиційної сковорідки Вок та черпака, що також є відсилкою до того, що китайці готують смачні страви. Його керівника було зображено у вигляді зеленого китайського дракона, який насправді є не дуже страшним і якого Китай любить дражнити. Біля Китаю часто зображують панд, в аніме його було озвучено жінкою — сейю Юкі Кайдою (Yuki Kaida).

### Інші країни

#### Європа

##### Західна Європа
- Бельґія (яп. ベルギー, Berugī) — молодша сестра Нідерландів та старша сестра Люксембурґа. Вона з'явилася у першому епізоді аніме та першій главі манги, але її формальний дебют відбувся у третьому томі, де вона зустрічає Іспанію та Романо. В тому ж томі було опубліковано її профайл. В аніме дебютувала у 94 епізоді разом із Нідерландами. Через різні віросповідання та інтереси індустрій вона розірвала близькі стосунки зі своїми братами, коли вони хотіли об'єднатися. Її було озвучено Еріко Накамурою.
- Іспанія (яп. スペイン, Supein) — свого часу він був дуже могутньою країною, поки його добробут не знищила бідність та війна, але він тем не менш залишається оптимістом. Він так або інакше пов'язаний з багатьма країнами, зокрема Францією, Бельгією, Австрією та Нідерландами, але найближче — з Романо, старшим братом Італії. За часів королеви Хуани I Кастільської Романо провів багато часу під правлінням Іспанії, тому їх стосунки також описуються як відносини «любові та ненависті». Іспанія завжди ставиться до Романо з ніжністю, тоді як Романо постійно його проклинає. Іспанія любить дітей, через що йому хотілося, щоб обидва Італії жили в його домі. Він був дуже хорошим другом Австрії після Італійських війн, але став його ворогом під час Воєн за іспанську спадщину, навіть якщо він захопив Мілан, та протягом Воєн за австрійський спадок. Нідерланди не любить Іспанію через те, що до Іспанії звернулася Бельгія з проханням допомогти їй отримати незалежність. Бельгія та Іспанія залишаються друзями. Іспанію було озвучено Го Іноуе (Go Inoue).
- Італія (Романо) — старший брат Венеціано, він поважає Іспанію, що виховував його, коли він був малим, але ненавидить Німеччину та поводиться з ним відверто грубо. Хоча він поводиться з викликом, насправді він не такий вже і сильний, тому при нагоді може сховатися за спиною Іспанії. В Романо та Венеціано не дуже дружні стосунки, але Романо також любить дівчат та пасту. Романо було озвучено Даізуке Намікавою.
- Монако (яп. モナコ, Monako) — дуже розумна дівчина, що поводиться з почуттям власної гідності. Вона носить окуляри та елегантно одягається. Зазвичай її зображують поряд з Францією, для якого вона стала чимось на зразок молодшої сестри. Вона покладається на нього у веденні своїх дипломатичних, військових та інших справ, однак не любить, коли він гладить її по голові. Монако турбується про своє волосся, бо хоче бути схожою на американську акторку Грейс Келлі, яка в 1956 році вийшла заміж за князя Монако Реньє III. Вона розмовляє як стара пані, а її інтелект дозволив їй захищати свою країну протягом століть. Вона відмінниця та любить балет. Незважаючи на її серйозний вигляд вона любить спілкуватися з іншими. Монако занадто турбується про події у світі та світову економіку. Вона відома своїми казино та зосереджується на туризмі, дизайні домашніх інтер'єрів та косметиці. В аніме Монако вперше з'явилася в 82 епізоді у вигляді кішки.
- Нідерланди (яп. オランダ, Oranda) — старший брат Бельгії та Люксембурґа, описується як цундере, вважається ксенофобом та курить марихуану, що відсилає до політики споживання легких наркотиків в Амстердамі. Є натяки на те, що в нього лолікон-фетіш, Нідерланди невротичний та серйозний персонаж. В нього є домашній кролик, свого часу він переміг Фінляндію з Швецією та відвадив їх від Нового Світу. Він ненавидить Іспанію та не любить той факт, що Японія підписала договір з Америкою. Його формальний дебют відбувся у третьому томі манґи, в аніме він з'являється разом із Бельгією у 94 епізоді, хоча в епізоді, де Англія та Франція знаходять Америку було показано його силует. Нідерланди було озвучено Нобуєю Міне (Nobuya Mine).

##### Центральна Європа
- Австрія (яп. オーストリア, Osutoria) — аристократичний та елегантний молодий чоловік, що цікавиться мистецтвами та вміє грати на роялі. Він став контролювати Італію після Італійських воєн (епізод, що показується у його взаємодії з Чибіталією), в результаті чого став для нього чимось назразок фігури батька. Стосунки Австрії та Німеччини описуються як відносили «любові та ненависті», бо хоча вони стали союзниками під час Другої світової війни, присутність Австрії викликала у Німеччини роздратування. Під час Війни за австрійський спадок Австрія виборов у Пруссії Сілезію, з того часу Пруссія постійно знущався над Австрію та намагався принизити його, вказуючи на те, що його правителькою є жінка. Австрія був одружений з Угорщиною (їх шлюб датується досягненням Австро-угорського компромісу та створенням Австро-Угорщини). Незважаючи на розлучення ці дві країни залишаються близькі одна до одної, Угорщина захищала Австрію від ворогів (зокрема Франції та Пруссії). Колись Австрія об'єднувався з Швейцарією, але потім вони розійшлися і з того часу заперечують свої дружні стосунки. Австрія носить окуляри не тому, що в нього поганий зір, а тому, що він краще в них виглядає. Пасмо його волосся символізує місто Маріацелль, якийсь час він провів у інвалідному візку. Австрію було озвучено Акірою Сасанумою (Akira Sasanuma), його дитячу версію озвучила Акі Канада (Aki Kanada).
- Греція (яп. ギリシャ, Girisha) — середземноморська країна, любить котів та філософію. Його часто можна побачити з котами через те, що в Греції багато безпритульних тварин. Він перейняв деякі котячі звички, тому він дуже багато спить. Через те, що його країна наповнена руїнами, що залишилися йому у спадок від його матері, Стародавньої Греції, він не може розвиватися. В Греції добрі стосунки з Японією, а його головним суперником є Туреччина, який на нього напав. Грецію було озвучено Атсуші Кусакою.
- Ліхтенштейн (яп. リヒテンシュタイン, Rihitenshutain) — скромна юна дівчина з дуже дорослим характером, протягом свого життя вона була під опікою багатьох країн. Після Першої світової війни Ліхтенштейн опинилася на вулиці та їй було нічого їсти, їй допоміг Швейцарія та вона стала його названою сестрою. Вона обрізала волосся, щоб бути більш схожою на свого названого брата. Ліхтенштейн добре розбирається у високих технологіях та вміє ясно висловлювати свою думку. Хоча вони з Швейцарією дуже близькі, вона не знає, що йому вони нагадують його дружбу з Австрією у дитинстві. Ліхтенштейн було озвучено Ріе Кугімією (Kugimiya Rie).
- Швейцарія (яп. スイス, Suisu) — серйозний молодий чоловік, який живе наче відлюдник у Альпах. Він завжди залишається нейтральним, але не любить, коли на його територію заходять чужинці. Особливо він радіє, коли йому вдається вполювати Італію. Має шрам у формі хреста на лівому плечі та часто носить з собою рушницю. Він є найбільшим виробником вогнепальної зброї у світі. Колись Ватикан наймав його для своєї Швейцарській гвардії. Він дуже економний, тому може купувати дешевший сир, проголошуючи, що він смачніший. Одного разу він пішов пообідати з Австрією тільки для того, щоб заощадити гроші. Він любить читати моралі та має різку вдачу. У дитинстві Швейцарія був близьким другом Австрії, хоча його дратувало те, що його уроки військової майстерності нічого не дали Австрії. Через своїх керівників вони поступово припинили спілкуватися і тепер Швейцарія заперечує будь-які близькі стосунки з Австрією. Після Першої світової війни він надав притулок Ліхтенштейн та почав сприймати її як свою названу сестру. Їх стосунки нагадують йому дні дитинства, які він намагається забути. Хімаруя спочатку планував зробити Швейцарію дівчиною, побачивши яку у жіночому одязі, Німеччина був би шокований. Швейцарію було озвучено сейю Ромі Паку (Paku Romi).
- Угорщина (яп. ハンガリー, Hangarī) — свого часу вона була сміливою кочівницею та вважала себе хлопцем, у дитинстві вона взаємодіяла з Монголією та Туреччиною (якого тоді називали Отоманською Імперією). В неї є два предки — Гун (Атілла) та Маг'яр. Після того, як Пруссія з'ясував, що вона дівчина, Угорщина вирішила переїхати до Австрії, за якого вона згодом вийшла заміж та з яким її змусили розлучитися після Першої світової війни. Вона замінила Італії матір та була єдиною, хто знав, що він хлопчик, а не дівчинка, коли той жив у домі Австрії та спілкувався зі Священною Римською Імперією. Як і Австрія, Угорщина є постійною суперницею Пруссії з того часу, як вона допомогла Австрії під час війни. Вона все ще кохає Австрію, бо він був єдиною країною, яка поводилася з нею шанобливо. Хімаруя зауважив, що спочатку він хотів зобразити її хлопцем-кросдресером, але потім він використав цю ідею для Польщі. На перших версіях Угорщини в неї більш відьомська зовнішність. Квітка у її волоссі символізує озеро Балатон, в одній із своїх нотаток Хімаруя також зауважив, що Угорщина — наймужніший персонаж серії та любить яойну манґу. Вона товаришує з Польщею та дуже не любить Румунію — вони гризуться поміж собою як кішка з собакою. Угорщину було озвучено Мічіко Неєю (Michiko Neya).

##### Східна Європа
- Білорусь (яп. ベラルーシ, Berarūshi) — дуже красива дівчина, молодша сестра Росії. Через те, що між цими двома державами останнім часом було укладено союзний договір, Хімаруя припустив, що Білорусь настільки любить свого брата, що хоче одружити його на собі. Білорусь випромінює небезпеку, у дитинстві, за часів Великого князівства Литовського та згодом Річі Посполитої, вона більше спілкувалася з Литвою, який у неї закоханий, та Польщею. Литва характеризує її як «сильну але дуже милу», в той час як в Білорусі до нього суперечливе ставлення — з одного боку, вона тримається ближче до нього на одному з офіційних артів, а з іншого показується, що у дитинстві вона зламала йому ногу. В дорослішому віці вона повикручувала Литві всі пальці на руці, коли вони пішли на побачення. Згідно з приміткою до історії «Старша та молодша сестри Росії», де відбувся дебют Білорусі у манзі та яку пізніше було екранізовано, після проголошення незалежності Білорусь на деякий час стала названою сестрою Америки, який нею опікувався. Десктопний маскот Білорусі повідомляє, що американський композитор білоруського походження Вернон Дюк для неї був американцем, в той час як композитор та піаніст білоруського походження Луїс Ґрюнберґ мав би нею дорожити. Маскот Білорусі каже, що вона хоче бути такою ж сильною як і супермодель Наомі Кемпбелл та жбурляти в когось своїм телефоном (під час Хелоуїну у 2011 році Білорусь, одягнена у костюм Аліси, жбурляє вішаком у Данію). Попри те, що Білорусь часто малюють з Україною, в манзі вони не спілкувалися, їх діалоги можна почути у CD-драмах, де Білорусь ставиться до України скептично. У 2011 році відбувся реліз «Пісні батога та пряника», яку вони виконали разом. Хімаруя зазначав, що спочатку хотів зробити Білорусь цундере-персонажем. Її озвучила сейю Урара Такано (Urara Takano).
- Болгарія (яп. ブルガリア, Burugaria) — був однією з країн Осі, але напав на Італію з палицею, після того як Німеччина захистив того від Франції та Англії, бо йому обличчя Італії видалося якимось не таким і він «нічим не міг собі зарадити». У різдвяній історії 2010 року Фінляндія показує стару світлину Болгарії, вдягненого у військову форму. Під час Хелоуїну 2011 року Болгарія, вдягнений у костюм янгола, спілкується з Румунією, вдягнутим у чорта. У коміксі, що з'явився під час різдвяних свят 2011 року, Болгарія разом із Румунією працює прибиральником як країни «соціалістичному табору» за часів Радянського союзу. Болгарія наспівує пісню «Сьогодні Росія, завтра Росія» та каже, що від співу в нього поліпшується настрій.
- Естонія (яп. エストニア, Esutonia) — найуспішніший серед балтійських країн, він радше вважав би себе скандинавом. Має бадьорий вигляд та носить окуляри. Останнім часом в нього вдома з'явилося дивне створіння. Взірцевий студент, що віддає перевагу інформаційним технологіям. Дружить з Фінляндією, який після того, як покинув дім Данії, зупинився у Естонії, після чого Швеція запропонував їм обом приєднатися до своєї родини. Попри те, що Польща не дозволив їм обом піти, Швеція частково опікувався Естонією та Латвією. Разом із Фінляндією Естонія влаштовує дивні святкування. Вважають, що Естонія є одним із альтер-еґо Хімаруї, який назвав його «найкрутішим персонажем серії». Він дуже опікується Латвією, у стріпі про «Академію Хеталії» Естонія зазначає, що його спів було визнано революційним, натякаючи на Співочу революцію. Там також показується, що він вміє грати на роялі, та співає у хорі, разом із Україною, Латвією та Литвою, який постійно пропускає засідання гуртка. Естонію було озвучено сейю Атсуші Кусакою.
- Латвія (яп. ラトビア, Ratobia) — хлопчик з багатьма прихованими талантами, наймолодший серед балтійських країн. Дуже часто він відверто висловлює свою думку перед Росією та має мати справу з наслідками. Латвія намагається зменшити свою залежність від Росії, але йому це досі не вдається, тому Росія часто над ним знущається. Латвія любить поезію та любовні романи, вважається, що він дуже багато п'є алкогольних напоїв — його маскот повідомляє, що він може випити сорок келихів. Товаришує з Сілендом, по відношенню до якого поводиться як старший брат. Не любить Лівонський орден, Олексадра Лукашенко, Тевтонський Орден та козаків. Латвію було озвучено Кокоро Танакою.
- Литва (яп. リトアニア, Ritoania) — дуже привітний та занадто серйозний персонаж, інтроверт, найстарший серед балтійських країн. Дружить з Польщею, разом з яким створив союз Річ Посполиту. Протягом Середніх віків він був грізною країною, яка поборола Пруссію, але пізніше потрапила під владу Росії. Його спина вкрита шрамами та він забагато хвилюється та впадає в депресію. Він цікавиться єдиноборствами та літературою, керує старим автомобілем. Після Першої світової війни деякий час працював домувальником у Америки, з яким дотепер підтримує дружні стосунки. В домі Америки Литва познайомився з прибульцем Тоні. Литва закоханий у Білорусь, але вона з дитинства відноситься до нього з презирством, ламаючи при нагоді йому ногу та викручуючи пальці. Вважається, що її ставлення до Литви зумовлене тим, що у часи Великого князівства литовського території Білорусі входили до його складу. Після поділу Річі Посполитої Литва стає підлеглим Росії, який намагався подружитися з ним ще зі свого дитинства у часи татаро-монгольської навали. Саме Литві Росія розповідає про свою мрію жити у теплих краях в оточенні полів соняшників. Литву озвучив сейю Кен Такеучі.
- Польща (яп. ポーランド, Porando) — життєрадісний, ексцентричний та спочатку дуже егоїстичний персонаж з трохи дитячою поведінкою, розмовляє з акцентом наґойського підлітка. Він дорожить тими, хто знаходиться поряд з ним. Вважається близьким другом Литви, що символізує союз Польського королівства та Великого Князівства Литовського у Річі Посполитій до того моменту, коли Росія, Пруссія та Австрія не перемогли їх та не розділили у 1795 році. Польща називає Литву «Літом» та ототожнює себе з феніксом, що повстає з попелу. Він дуже сором'язливий поряд з незнайомими людьми, що показується в епізоді, коли на нього напав Швеція. Тепер він не такий егоїстичний, як був раніше, та співчуває іншим — побачивши спину Литви він каже «Це та сторона Литви, про яку я нічого не знаю». Польщу було озвучено Казутадою Танакою (Kazutada Tanaka).
- Румунія (яп. ルーマニア) — привітний та трохи пустотливий персонаж, якого спочатку було згадано у профайлі Угорщини, де Хімаруя зазначив, що ці дві країни постійно гризуться між собою як кішка з собакою, та що Угорщина любить називати собак румунськими іменами. У третьому томі його було згадано у зв'язку з його попередниками — Валахією та Молдавією на мапі історії східної Європи. Угорщина називає Валахію, що з'являється у вигляді фігури, загорнутої у плащ, своїм ворогом. Румунія є недбалим та ексцентричним, він вірить у чорну магію та любить фольклор. Зважаючи на казку про принцесу Іляну Косинзяну, можна сказати, що Румунія також любить романтичні історії. Дуже часто висміює Угорщину в своїх жартах. Його бізнес-партнерами є Німеччина та Італія, останнім часом намагається подружитися з Туреччиною. В Румунії популярні «бабусині лікувальні рецепти», в нього дуже цікава кухня, відома у сусідніх країнах. Влад III Дракула вважається у Румунії героєм, тоді як румунські вампіри називаються стриґоями. Румунія дебютує у четвертому томі, в кольоровому стріпі про «Академію Хеталії», де показується, що він разом з Англією ходить у гурток «Чорної магії».
- Україна (яп. ヨウクライン, ウクライナ, Ukuraina) — старша сестра Росії та Білорусі, яка опікувалася ними, коли вони були маленькими. Вона дуже бідна та їй постійно не щастить. Її дебют відбувся в історії «Старша та молодша сестри Росії», де в алегоричній формі зображується газовий конфлікт 2005—2006 років. В тій же серії керівник України забороняє їй спілкуватися з братом. У дитинстві Україна подарувала Росії свій шалик, який він носить дотепер. У четвертому томі зазначено, що вона може видатися плаксою, але буде відстоювати свої переконання до останнього. В історії «Росія та друзі», де показується, як на нього у дитинстві нападали інші країни (Монголія, Пруссія, Швеція), Україна дає брату пораду «показати ворогам груди», яку сама, як можна зрозуміти з примітки, досі сприймає буквально, що є натяком на жіночий рух FEMEN. У стріпі, опублікованому у додатку до четвертого тому вона, вдягнена у традиційне вбрання, разом з Угорщиною та Ліхтенштейн обговорює історичні костюми. Україна, разом з Естонією, Латвією та Литвою, записана до клубу хорового співу «Академії Хеталії». У вебкоміксі про Хелоуїн у 2011 році Україна дарує Польщі іграшкового коня, коли бачить, що його не пускають на свято зі справжнім. Десктопний маскот Латвії повідомляє, що вона відома своїми сюрреалістичними гуро-іграми, але вони трохи безглузді, бо в них неможливо виграти. У 2011 році відбувся реліз «Пісні батога та пряника», яку разом виконували Україна та Білорусь.

##### Скандинавські країни
- Швеція (яп. スウェーデン, Suweiden) — найвищий серед скандинавських країн, а також, разом з Росією, найвищий серед інших персонажів серії. Колись він був вікінгом та «Завойовником Балтійського моря», але зараз у військових питаннях залишається нейтральним. Він дуже мовчазний і його важко зрозуміти, через те, що він розмовляє з акцентом жителів Тохоку, але любить і пожартувати, хоча це рідко можна побачити через його загрозливу поведінку. Він любить майструвати меблі, що є відсиланням до компанії ІКЕА, та займатися мистецтвами. Було зазначено, що консервований оселедець під назвою сюрстремінг може використовуватися як смертельна зброя, що відсилає до заборони на цю страву в декількох авіалініях, які мотивували своє рішення тим, що банки можуть вибухати. Попри те, що Швеція зазвичай мовчазний, насправді він любить сперечатися та дискутувати. Певний час він провів під владою Данії, але згодом відмовився його слухати та повернувся додому, забравши з собою Фінляндію, з яким деякий час жив разом. Через це Швеція називає Фінляндію своєю «дружиною», хоча той це постійно заперечує. Пізніше Фінляндія на деякий час потрапив під контроль Росії, але попри те, що він почувався себе там більш вільним, він сказав, що зі Швецією йому було веселіше. В Швеції є названий син, Сіленд, якого він купив на аукціоні eBay. Він також опікувався Латвією та Естонією.
- Данія (яп. デンマーク, Denmāku) — трохи нижчий за Швецію, дуже оптимістичний та впертий персонаж, що не занадто прислухається до інших. Він любить контролювати та командувати, тому іншим країнам іноді з ним важно спілкуватися. Данія проголосив себе «Королем Північної Європи», він розмовляє на діалекті префектури Ібаракі. Вважається, що він може багато випити. Данію турбує те, як він виглядає в очах інших, тому він може збрехати не моргнувши оком про поточний стан подій. Він також ігнорує агресивну соціальну поведінку інших, завжди залишаючись доброзичливим, що ілюструється не тільки його стосунками з Норвегією, але й з Білоруссю під час Хелоуїну у 2011 році. Норвегія є другом дитинства Данії, до якого Данія дуже прив'язаний і тепер, називаючи його своїм «найкращим другом». Данія або не усвідомлює, або просто ігнорує те, як ставиться до нього Норвегія, який має звичку його висміювати та зневажати.
- Норвегія (яп. ノルウェー , Norūē) — таємничий молодий чоловік, який частіше за все поводиться стримано та багато не говорить, але, як показується у «Хеталії Фантазії», якщо він почне критикувати Данію, його буде важно спинити. Третій за зростом серед скандинавських країн, Норвегія розмовляє на діалекті цуґару, а пасмо його волосся репрезентує не тільки вигадливий характер, але і норвезькі фіорди. Його можна також впізнати за заколко у формі скандинавського хреста, часом Норвегію також зображують разом з тролем, вважається, що він, як і Англія, може взаємодіяти з міфічними істотами. Любить знущатися над Данією, сприймає Ісландію як свого молодшого брата, в той час як Ісландія вважає Норвегію своїм домом, але проявляє замало ентузіазму на пропозицію Норвегії називати його своїм «старшим братом».
- Фінляндія (яп. フィンランド, Finrando) — відвертий та щирий персонаж, який часом поводиться занадто по-дорослому. Його часто зображують в костюмі Санта-Клауса, через те, що Лапландія розташована на його території. Він дуже багато розмовляє, особливо поряд зі Швецією, любить пожартувати та часом вигадує цікаві та незвичні фестивалі, які влаштовує разом з Естонією. Він справді любить салміякі, а також сауни та мумі-тролів. Серед скандинавських країн він довше за всіх перебував під контролем інших. Обурюється на те, що Швеція називає його своєю «дружиною». У Фінляндії та Швеції є собака на ім'я Ханатамаґо.
- Ісландія (яп. アイスランド, Aisurando) — наймолодший серед скандинавів, він трохи вищий за Фінляндію. Дуже холодний та стриманий зовні, він насправді дуже приязний персонаж. Останнім часом Росія допомагав йому вирішити фінансові проблеми, але Ісландія йому не довіряє. Відмовляється називати Норвегію своїм старшим братом, любить локрицю та термальні води. Його зображують разом із птахом-топірцем, якого називають «Пан Пуфін» та який поводиться як італійський мафіозі. У 2011 році відбувся реліз пісні «Вітаємо у Ісландії», яку співають Ісландія разом із Пуфіном.

## Медіа

### Манґа
Оригінальний вебкомікс «Hetalia: Axis Powers» було адаптовано у два танкобони та опубліковано видавництвом Gentosha Comics. Перший том побачив світ 28 березня 2008 року, другий — 10 грудня 2008 року. Згодом було опубліковано також третій та четвертий танкобони, відповідно 20 травня 2010 та 30 червня 2011 року. Починаючи з другого танкобону до стандартного видання додалося також спеціальне видання з невеличким буклетом. Згодом мангу було перекладено англійською, польською, чеською та італійською мовами.
| №  | Японською       | Японською                                                                                         | Англійською                              | Англійською            |
| №  | Дата виходу     | ISBN                                                                                              | Дата виходу                              | ISBN                   |
| -- | --------------- | ------------------------------------------------------------------------------------------------- | ---------------------------------------- | ---------------------- |
| 01 | 28 березня 2008 | ISBN 978-4-3448-1275-8                                                                            | 21 вересня 2010 (NA) 12 жовтня 2010 (UK) | ISBN 978-1-4278-1876-8 |
| 02 | 10 грудня 2008  | ISBN 978-4-3448-1514-8 ISBN 978-4-344-81535-3                                                     | 28 грудня 2010 (NA) 11 січня 2011 (UK)   | ISBN 978-1-4278-1887-4 |
| 03 | 20 травня 2010  | ISBN 978-4-3448-1938-2 ISBN ISBN 978-4-344-81939-9 Помилка параметра в {{ISBN}}: недійсний символ | —                                        | —                      |
| 04 | 30 червня 2011  | ISBN 978-4-3448-2233-7 ISBN ISBN 978-4-344-82234-4 Помилка параметра в {{ISBN}}: недійсний символ | —                                        | —                      |

### CD-драми
Серію також було адаптовано у форматі CD-драм, одну з них було видано до появи аніме, вона мала назву «Axis Powers Hetalia: CD» та її реліз відбувся 14 вересня 2008 року. Загалом було видано наступні офіційні CD:
1. «Хеталія Драма CD: Пролог», 29 серпня 2008 р.
2. «Хеталія Драма CD: Том 1», 24 жовтня 2008 року.
3. «Хеталія Драма CD: Пролог 2», 29 грудня 2008 року.
4. «Хеталія Драма CD: Том 2», 3 червня 2009 року.
5. «Хеталія Драма CD. Інтервал. Том 1: Щоденник Неперевершеного Мене», 15 серпня 2009 року.
6. «Хеталія Фантазія», 27 серпня 2009 року.
7. «Хеталія Драма CD. Інтервал. Том 2: CD Босса», 8 грудня 2010.
8. «Хеталія Фантазія 2», 10 грудня 2010.
9. «Шкільна Хеталія. Драма CD» (Gakuen Hetalia), 2011.[15].
10. «Хеталія Фантазія 3» (Польща, Литва, Пруссія), 8 листопада 2011.[16]

### Аніме
Про аніме адаптацію «Хеталії» було проголошено 24 липня 2008 року. Режисером став Боб Сірохата (Гравітація), а відзнято серії було на Studio Deen. Спочатку планувалося, що аніме покажуть на каналі Kids Station 24 січня 2009 року, але показ було скасовано через протести жителів Кореї, які обурювалися тим, що персонаж, який персоніфікує їх країну, наділено принизливими рисами. Kids Station у відповідь пояснила, що Корея не з'являється в аніме, та що телеканал не знав про протести. Попри те, що показ на телебаченні не відбувся, серію можна було подивитися на офіційному сайті в Інтернеті. Початок другого сезону Хеталії було анонсовано на 16 квітня 2009 року, а третього — 10 грудня 2009 року. 7 березня 2010 року назву аніме було змінено на «Хеталія: серії про світ». Четвертий, і останній, сезон розпочався 10 вересня 2010 року..
8 січня 2010 року компанія Funimation проголосила, що придбала права на реліз першого та другого сезонів Хеталії у США та Канаді. Пізніше Funimation розпочала показувати Хеталію на своєму вебсайті Hulu та каналі на YouTube з японською озвучкою та англійськими субтитрами, оголосивши, що в англійській озвучці персонажі розмовлятимуть з акцентом. У твітері Funimation також пояснила, що серію було позначено рейтингом TV-MA через грубий гумор та деякі ситуації, які можна дивитися тільки під наглядом дорослих.

### Фільм
Появу повнометражного анімаційного фільму під назвою «Paint it, White!» було анонсовано 23 вересня 2009 року, а його прем'єра відбулася 5 червня 2010 року. У фільмі з'явилися вісім головних персонажів, а також Ліхтенштейн, Сіленд, Пруссія, Фінляндія, Угорщина, Австрія, Швейцарія, Романо, Білорусь, Україна, Греція, Польща та Ісландія.
На Отаконі у 2010 році Funimation Entertainment анонсувала придбання ліцензії на фільм, а згодом у блозі компанії з'явилася і дата DVD-релізу у листопаді 2011 року.

### Відеогра
Реліз відеогри під назвою Gakuen Hetalia Portable (яп. 学園ヘタリア Portable), яку було створено за мотивами аніме для платформи PlayStation Portable, відбувся в Японії 24 березня 2011 року. Гру віднесли до пригодницько-комедійного жанру, її розробником стала компанія Otomate, а видано її було компанією Idea Factory.

## Суперечки з приводу змісту
Історично склалося, що Японія вторглася і розграбували Корею, тим самим викликаючи серйозні конфлікти між країнами. Проте, в цьому мультфільмі, автор описує, що Південна Корея любить прапор Японії, слід іншим, і наполягає на тому, що знаходиться у них. Крім того, автор описав Корею як збоченець або божевільна людина, яка отруює Японію. Але це зовсім не так. Зміст образив Південну Корею найбільше. Так була велика суперечка у Кореї.